# Vlădești (Argeș)
Vlădești is een Roemeense gemeente in het district Argeș.
Vlădești telt 3185 inwoners.